# Excavata
Excavata је група хетеротрофних протиста, чија је плезиоморфна карактеристика присуство цитостома екскаватног типа (хомологном цитостому врсте Jakoba libera), који се секундарно губи код појединих врста. Један број представника не поседује митохондрије те су раније сврставани у „амитохондријалне" праживотиње, за које се сматрало да су најпримитивније еукариоте, живи фосили из времена пре ендосимбиотског настанка митохондрија.

## Филогенија и систематика
Група Excavata је релативно скоро дефинисана, а њен филогенетски положај на стаблу еукариота није још са сигурношћу установљен, као ни односи међу највећим групама унутар Excavata. Постоје подаци који говоре у прилог блиској филогенетској вези група Heterolobosea и Euglenozoa, које се често обједињују у таксон Discicristata (поседују дискоидне кристе у митохондријама).
Према хипотези Томас Кавалије-Смита 1983.г. међу представницима екскавата треба тражити претке свих еукариота. 

## Екологија
обухвата разноврсне групе слободноживећих, симбиотских и паразитских протиста.